# Luciocephalus pulcher
Luciocephalus pulcher is een straalvinnige vissensoort uit de familie van de echte goerami's (Osphronemidae). De wetenschappelijke naam van de soort is voor het eerst geldig gepubliceerd in 1830 door Gray.

## Uiterlijke Kenmerken
De vis kan tot 20 cm lang worden en heeft een gestroomlijnd lichaam met een camouflagepatroon van bruine en groene tinten. Zijn meest kenmerkende eigenschap is de extreem vooruitstekende bovenkaak (premaxillae), die tot 33% van de koplengte kan worden uitgestrekt. Dit geeft de vis een opvallend uiterlijk dat doet denken aan een snoek. De geelachtige staartvin is voorzien van 3-5 brede verticale zwarte strepen, en het lichaam vertoont donkere vlekken net boven de basis van de anaalvin. In tegenstelling tot sommige verwante soorten ontbreken iriserende groene stippen op de zijlijn.

## Leefgebied
De Luciocephalus pulcher komt voor in de langzaam stromende, zuurstofarme wateren van Zuidoost-Azië, waaronder Thailand, Maleisië, Brunei, Singapore en Indonesië. De vis is aangepast aan deze omstandigheden dankzij zijn labyrintorgaan, waarmee hij zuurstof direct uit de lucht kan halen.

## Overige Bijzonderheden
De Luciocephalus pulcher is een gespecialiseerde roofdier en voedt zich met levende prooien zoals kleine visjes en insecten. Hij gebruikt een hinderlaagtechniek waarbij hij roerloos in het water zweeft en vervolgens met een snelle uitval zijn prooi vangt. In tegenstelling tot veel andere vissen met een vooruitstekende kaak, gebruikt deze soort nauwelijks zuigkracht tijdens het voeden, maar vertrouwt hij volledig op zijn snelheid en precisie.
Het is een muilbroeder, waarbij het mannetje de eieren in zijn mond broedt en de jongen na ongeveer 30 dagen uitspuwt. Tijdens deze periode eet het mannetje niet. 
In aquaria is de soort moeilijk te houden vanwege zijn gevoelige aard en specifieke waterbehoeften.  Bovendien is de vis een uitstekende springer, dus een goed afgesloten aquarium is noodzakelijk om ontsnappingen te voorkomen.